# Times of Grace
Times of Grace è un gruppo metalcore statunitense, formatosi nel 2008 a Southampton, in Massachusetts.

## Storia
Nel 2007 Adam Dutkiewicz (già membro dei Killswitch Engage) e Jesse Leach (Killswitch Engage, The Empire Shall Fall, Seemless) formarono il gruppo. A loro si sono in seguito aggiunti in qualità di turnisti Joel Stroetzel (Killswitch Engage), Matt Bachand (Shadows Fall) e Dan Gluszak (Envy on the Coast).
Nel 2009 il gruppo ha firmato un contratto con la Roadrunner Records e, dopo aver pubblicato il singolo Strength in Numbers, ha pubblicato l'album di debutto The Hymn of a Broken Man il 18 gennaio 2011.
Nel 2012, Leach è tornato a far parte dei Killswitch Engage, quindi da allora la band è inattiva; nel 2014 infatti ha affermato che "il futuro attualmente non è scritto per i Times of Grace, ma è ancora un progetto che Adam e io abbiamo nei nostri cuori e nelle nostre menti."
Nel 2016 la band ha dichiarato che aveva scritto del materiale sufficiente per cinque nuove canzoni e, nel dicembre del 2017 è entrata in studio per registrare il seguito de The Hymn of a Broken Man, con il batterista Dan Gluszak, precedente turnista, come nuovo ufficiale membro della band.

## Formazione

### Membri effettivi
- Adam Dutkiewicz – voce, chitarra, basso (2007-2012, 2016-presente), batteria (2007-2012)
- Jesse Leach – voce (2007-2012, 2016-presente)
- Dan Gluszak – batteria, percussioni (2017–presente)

### Turnisti
- Daniel Struble – basso, seconda voce (2011)
- Joel Stroetzel – chitarra (2011-2012)
- Matt Bachand – basso, seconda voce (2011-2012)
- Dan Gluszak – batteria (2011-2012)

## Discografia

### Album in studio
- 2011 – The Hymn of a Broken Man
- 2021 –  Songs of Loss and Separation

### Videoclip musicali
- "Strength in Numbers"
- "Live in Love"
- "Where the Spirit Leads Me"
- "The Burden of Belief"
- "Medusa"
- "Rescue"
- "Mend You"